# John Andretti

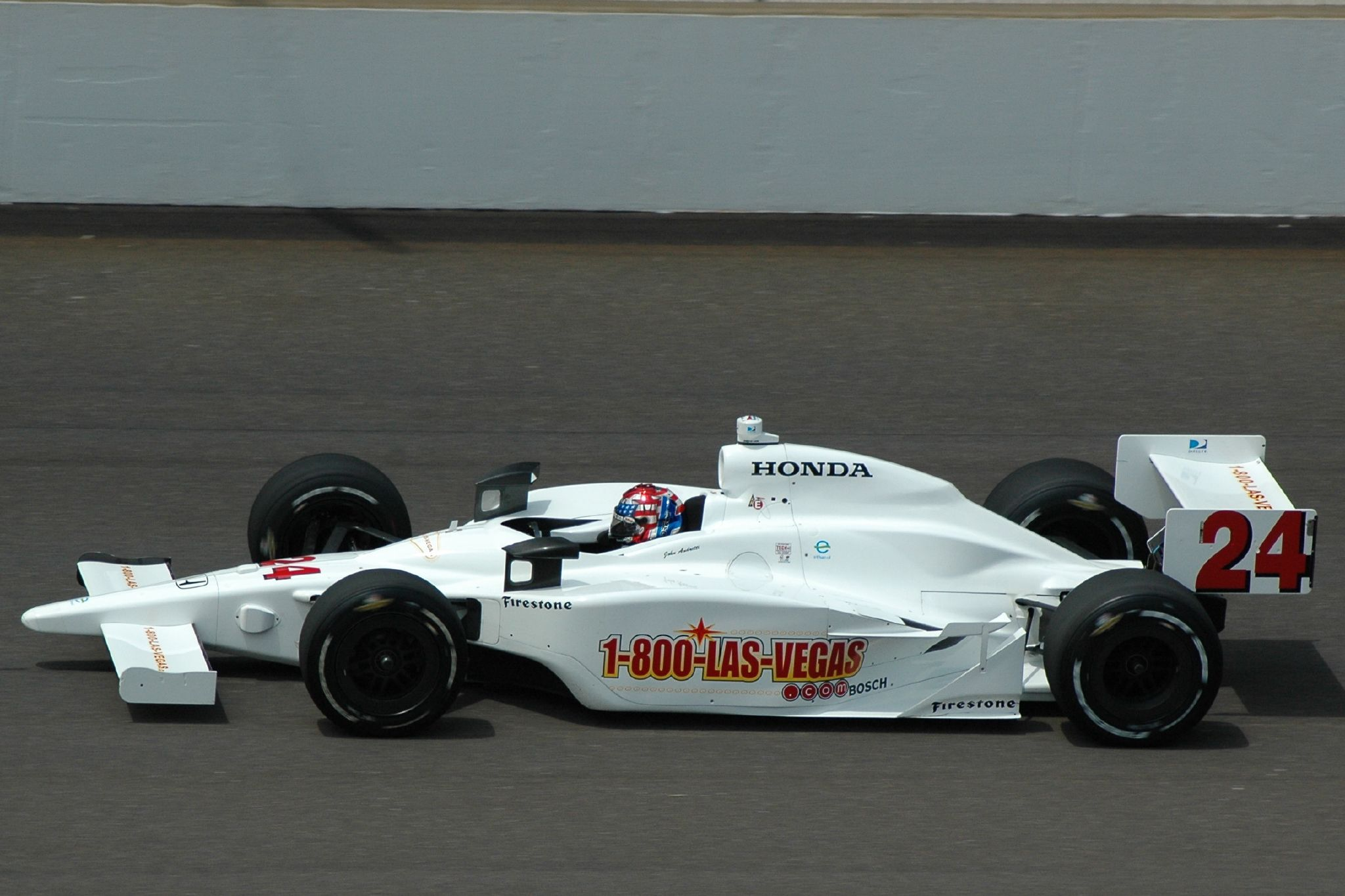
John Andretti op Indianapolis, 2008

John Andretti (Bethlehem (Pennsylvania), 12 maart 1963 – 30 januari 2020) was een Amerikaans autocoureur. Zijn vader Aldo is de tweelingbroer van voormalig wereldkampioen Formule 1 Mario Andretti.

## Carrière
Andretti reed vanaf 1987 in de Champ Car series. De eerste jaren reed hij enkel een gedeeltelijk kampioenschap. Van 1990 tot 1992 reed hij het kampioenschap volledig. In het kampioenschap van 1990 werd hij tiende in de eindstand. In 1991 haalde hij zijn eerste en tot nog toe enige overwinning op het circuit van het Australische Surfers Paradise. Hij werd achtste in de eindstand van het kampioenschap dat jaar. In 1992 werd hij opnieuw achtste in het kampioenschap, maar haalde geen podiumplaatsen dat jaar.
Vanaf 1993 maakt hij de overstap naar de diverse NASCAR series. In de NASCAR Sprint Cup series behaalde hij tot nog toe twee overwinningen. In 1997 won hij de race op de Daytona International Speedway en in 1999 won hij de race in Ridgeway, Virginia.
Vanaf 2007 reed hij weer af en toe in het Amerikaanse formuleracen. Hij reed de Indianapolis 500 in 2007, 2008, 2009, 2010 en 2011 en in 2008 reed hij vier andere IndyCar Series-races, maar haalde geen enkele keer een top tien plaats aan de finish. In 2010 behaalde hij zijn eerste top-tien plaats toen hij negende werd op de Kansas Speedway.